# Пань Имин
Пань Ими́н (кит. трад. 泮忆铭, пиньинь Pan Yiming; род. 16.01.2004, в провинции Хубэй) — китайский шашист, серебряный призёр чемпионата мира 2019 года, чемпион Азии 2019 года, серебряный призёр чемпионата Азии 2018 года, чемпион Китая (2018, 2021, 2023, 2024), серебряный призёр 2016 и бронзовый призёр 2017, 2019, 2022 годов по международным шашкам. Международный гроссмейстер.

## Спортивная карьера
Шашками Пань Имин начал заниматься в 2012 году. Тренируется у Се Фана и Алексея Чижова.
С 2015 года участвует в чемпионатах страны. В 2017 году дебютировал на чемпионате Азии и занял второе место. Победа на чемпионате Азии 2018 года обеспечила Пань Имину путёвку на чемпионат мира 2019 года, на котором он в 15 лет сенсационно стал серебряным призёром, уступив только многократному чемпиону мира Александру Георгиеву.